# Comuna Plebanivka, Șarhorod
Plebanivka (în ucraineană Плебанівка) este o comună în raionul Șarhorod, regiunea Vinnița, Ucraina, formată din satele Kalînivka și Plebanivka (reședința).

## Demografie
Componența lingvistică a satului Plebanivka
     Ucraineană (99,77%)
     Alte limbi (0,14%)
Conform recensământului din 2001, majoritatea populației satului Plebanivka era vorbitoare de ucraineană (99,77%), existând în minoritate și vorbitori de alte limbi.